# Lista de deputados estaduais do Paraná da 8.ª legislatura
Essa é uma lista de deputados estaduais do Paraná eleitos para o período 1975-1979.

## Composição das bancadas
| Partido | Líder           | Bancada | Posição  |
| ------- | --------------- | ------- | -------- |
| ARENA   | Werner Wanderer | 29 / 54 | Governo  |
| MDB     | Maurício Fruet  | 25 / 54 | Oposição |

## Deputados estaduais
| Número | Deputados estaduais eleitos               | Partido | Votação | Cidade onde nasceu | Unidade federativa |
| 15245  | Adalberto Daros                           | MDB     | 19.863  | Andirá             | Paraná             |
| 11966  | Aguinaldo Pereira Lima                    | ARENA   | 20.176  | Foz do Iguaçu      | Paraná             |
| 11357  | Alfredo Gulin                             | ARENA   | 15.076  | Wenceslau Braz     | Paraná             |
| 15863  | Antonio Facci                             | MDB     | 17.099  | Cedral             | São Paulo          |
| 11924  | Artagão de Mattos Leão Filho              | ARENA   | 22.544  | Ponta Grossa       | Paraná             |
| 11641  | Basilio Zanusso                           | ARENA   | 13.640  | José Bonifácio     | São Paulo          |
| 15648  | Benedito Lúcio Machado                    | MDB     | 15.227  | Jacarezinho        | Paraná             |
| 11479  | Dácio Leonel de Quadros                   | ARENA   | 14.472  | Castro             | Paraná             |
| 11425  | David Federmann                           | ARENA   | 19.575  | Ponta Grossa       | Paraná             |
| 15915  | Deni Lineu Schwartz                       | MDB     | 31.281  | União da Vitória   | Paraná             |
| 15482  | Domício Scaramella                        | MDB     | 20.725  | União da Vitória   | Paraná             |
| 15109  | Edílson Alencar Barbosa                   | MDB     | 16.044  | Sengés             | Paraná             |
| 11854  | Egon Pudell                               | ARENA   | 13.775  | Santa Rosa         | Rio Grande do Sul  |
| 15285  | Enéas Faria                               | MDB     | 86.595  | Curitiba           | Paraná             |
| 15539  | Ernesto Dall'Oglio                        | MDB     | 24.700  | Veranópolis        | Rio Grande do Sul  |
| 15889  | Ernesto Gnoatto                           | MDB     | 9.457   | Ampére             | Paraná             |
| 11779  | Ezequias Losso                            | ARENA   | 14.099  | Marialva           | Paraná             |
| 11740  | Fabiano Braga Côrtes                      | ARENA   | 34.370  | Lapa               | Paraná             |
| 15773  | Fidelcino Tolentino                       | MDB     | 21.922  | Quitandinha        | Paraná             |
| 11668  | Francisco Accioly Rodrigues da Costa Neto | ARENA   | 16.701  | Paranaguá          | Paraná             |
| 11569  | Francisco Escorsin                        | ARENA   | 26.551  | Jaguariaíva        | Paraná             |
| 11221  | Fuad Nacli                                | ARENA   | 16.841  | Guarapuava         | Paraná             |
| 11284  | Gabriel Manoel                            | ARENA   | 25.033  | Paranaguá          | Paraná             |
| 11926  | Gilberto Rezende de Carvalho              | ARENA   | 14.196  | Bandeirantes       | Paraná             |
| 15555  | Hélio Manfrinato                          | MDB     | 17.355  | Londrina           | Paraná             |
| 11902  | Ivan Santos Ruppell                       | ARENA   | 20.537  | Chopinzinho        | Paraná             |
| 11568  | Ivo Thomazoni                             | ARENA   | 32.920  | Joaçaba            | Santa Catarina     |
| 15551  | Jayme Rodrigues de Carvalho               | MDB     | 13.518  | Goioerê            | Paraná             |
| 11947  | João Leopoldo Jacomel                     | ARENA   | 13.891  | Piraquara          | Paraná             |
| 11849  | João Cioni Neto                           | ARENA   | 13.734  | Descalvado         | São Paulo          |
| 11738  | Jorge Sato                                | ARENA   | 14.699  | Toledo             | Paraná             |
| 15748  | José Antonio Del Ciel                     | MDB     | 32.256  | Londrina           | Paraná             |
| 15718  | José Domingos Scarpelini                  | MDB     | 23.368  | Apucarana          | Paraná             |
| 11518  | José Lázaro Dumont                        | ARENA   | 22.355  | Capanema           | Paraná             |
| 15607  | José Muggiati Filho                       | MDB     | 20.467  | Curitiba           | Paraná             |
| 11996  | Jurandir Avahé Messias                    | ARENA   | 15.549  | Antonina           | Paraná             |
| 15235  | Lineu Mansani Turra                       | MDB     | 9.617   | Matelândia         | Paraná             |
| 11752  | Luiz Alberto Martins de Oliveira          | ARENA   | 25.730  | Clevelândia        | Paraná             |
| 15421  | Luiz Carlos Stanislawczuk                 | MDB     | 25.730  | Ponta Grossa       | Paraná             |
| 11307  | Luiz Gabriel Guimarães Sampaio            | ARENA   | 15.793  | Maringá            | Paraná             |
| 11130  | Luiz Roberto Nogueira Soares              | ARENA   | 25.491  | Porto União        | Santa Catarina     |
| 15956  | Maurício Fruet                            | MDB     | 51.603  | Curitiba           | Paraná             |
| 15509  | Nelson Buffara                            | MDB     | 23.240  | Curitiba           | Paraná             |
| 15158  | Nilso Sguarezi                            | MDB     | 21.965  | Lagoa Vermelha     | Rio Grande do Sul  |
| 15694  | Osório Valter Pietrângelo                 | MDB     | 10.094  | Cerro Azul         | Paraná             |
| 15613  | Osvaldo Evangelista de Macedo             | MDB     | 59.912  | Sertanópolis       | Paraná             |
| 15596  | Otássio Pereira da Silva                  | MDB     | 9.540   | Terra Roxa         | Paraná             |
| 11850  | Paulo Affonso Alves de Camargo            | ARENA   | 14.325  | Guarapuava         | Paraná             |
| 11138  | Quielse Crisóstomo da Silva               | ARENA   | 15.140  | Bocaiúva do Sul    | Paraná             |
| 11148  | Rosário Pitelli                           | ARENA   | 12.874  | Tijucas do Sul     | Paraná             |
| 15798  | Trajano Bastos                            | MDB     | 19.792  | Guarapuava         | Paraná             |
| 15888  | Waldenício Barbalho                       | MDB     | 21.874  | Realeza            | Paraná             |
| 11787  | Werner Wanderer                           | ARENA   | 16.913  | Concórdia          | Santa Catarina     |
| 11379  | Wilson Figueiredo Fortes                  | ARENA   | 23.822  | Jacarezinho        | Paraná             |